# 徐自華

徐自華

徐自華（1873年—1935年），原名受華，字寄塵，號懺慧，出生於浙江石門（今桐鄉縣），清朝末年南社詩人，革命人士，曾任職女校校長；她是秋瑾的親密好友，因此受到史學界的關注。

## 生平
徐自華自幼成長於官宦世家，祖父徐寶謙是光緒六年庚辰科進士，曾任刑部郎中、安徽廬州府知府等職。父親徐多鏐亦為國學生，母親馬持玉乃繼配，生子女五，自華排行第二，於眾兄妹中，與胞妹徐蘊華的感情最好，關係亦較親密。徐自華是秋瑾好友，創立秋社，以紀念秋瑾。
1906年2月，秋瑾經革命人士褚輔成介紹，成功到潯溪女學任教，那時，秋瑾與徐自華相識，兩人一見如故，大家都傾慕對方，結果雙方做了知心好友。後來，徐自華跟隨秋瑾於是年加入了同盟會，參與革命活動。

## 作品
徐自華著有《聽竹樓詩稿》（未付梓）、《懺慧詞》，與她妹妹徐蘊華的《雙韻軒詩稿》同為後人所重。1941年，有油印本《秋心樓詩詞》行世。其餘詩文則散見於《南社叢刊》各集及報刊中，後來被近代學者郭延禮等人整理整理出版，但仍然有不少作品散佚。